# Shelbyville (Tennessee)
Shelbyville è una città degli Stati Uniti d'America, situata nello Stato del Tennessee, nella contea di Bedford, della quale è il capoluogo.